# Eugène Dodeigne

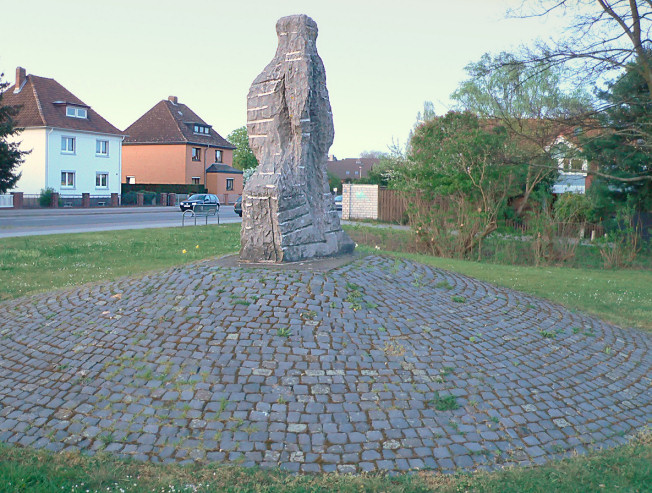
Monument ter herinnering aan een buitenkamp van Neuengamme: Hannover-Misburg (1989)

 Eugène Dodeigne  (Rouvreux, 27 juli 1923 – Bondues, 24 december 2015) was een in België geboren, Franse beeldhouwer. Hij behoort tot de belangrijke vertegenwoordigers van de moderne beeldhouwkunst.

## Leven en werk
Dodeigne komt uit een familie van steenhouwers en leerde het handwerk zelf vanaf 1936, maar hij wilde meer. Hij studeerde na zijn vakopleiding tekenen en beeldhouwen, aanvankelijk aan de École des Beaux-Arts in Tourcoing, later aan de École des Beaux Arts en in het atelier van Marcel Gimond in Parijs. Zijn eerste sculpturen waren nog houten beelden, hierna begon hij steen te gebruiken.
Zijn vroege werk was nog beïnvloed door de abstractie met gladde vormen, zoals bij zijn voorbeeld Constantin Brâncuşi. In de jaren 60 werden zijn werken echter expressiever en ruwer. Zijn inspiratie vond hij nu meer bij kunstenaars als Alberto Giacometti en Germaine Richier.
Dodeigne kreeg zijn eerste exposities in 1953 bij Galerie Marcel Evrard in Lille en Galerie Veranneman in Brussel. In 1957 volgden Palais des Beaux-Arts in Brussel, Galerie Claude Bernard, Galerie Pierre Loeb en Galerie Jeanne Bucher in Parijs. Internationale belangstelling voor zijn werk kreeg Dodeigne eind jaren 50 en in de jaren 60. Er volgden tentoonstellingen in Berlijn, Hannover, Rotterdam, Brussel en Pittsburgh. In 1959 was Dodeigne deelnemer aan de documenta 2 en in 1964 aan de documenta 3 in Kassel. Dodeigne was een der eerste steenbeeldhouwers die in 1959 deelnam aan het Symposion Europäischer Bildhauer in Sankt Margarethen im Burgenland in Oostenrijk. Andere grote internationale exposities waar werk van Dodeigne was te zien waren in 1959 de Biënnale van Parijs, in 1967 de Biënnale van Tokio en de Exposition internationale de sculpture contemporaine in Montreal.
Vanaf de jaren 70 verschenen Dodeigne's monumentale sculpturen in de openbare ruimte van talrijke steden, zoals Skulpturenmeile Hannover in Hannover, beeldenroute Kunstwegen in Nordhorn en in beeldenparken van musea, zoals het Beeldenpark van het Kröller-Müller Museum in Otterlo: Homme et femme (1963) en Sept (1993) en het Openluchtmuseum voor beeldhouwkunst Middelheim te Antwerpen: Geknielde figuur (1970) en Drie staanden (1978).
Zijn beelden zijn in talrijke collecties vertegenwoordigd en te vinden in de openbare ruimte in Duitsland, Oostenrijk, België, Noorwegen, Nederland, Frankrijk, Zwitserland en de Verenigde Staten.
Een van de bekendere werken van Eugène Dodeigne is het door hem gemaakte monument, dat op 2 juni 1989 werd onthuld, op het terrein van het voormalige buitenkamp van Concentratiekamp Neuengamme in Hannover-Misburg.
De kunstenaar woonde en werkte sinds 1950 in Bondues. Hij verkreeg de Franse nationaliteit.
Hij overleed op 92-jarige leeftijd.

## Werken (selectie)
- Figure debout - hout (1948), Lille Métropole Musée d'art moderne (LaM) in Villeneuve-d'Ascq
- Figure couchée - steen (1956), LaM Villeneuve-d'Ascq
- Homme et femme (1963), Beeldenpark van het Kröller-Müller Museum (KMM) in Otterlo
- Figure (1964), Broerenkerkplein in Zwolle
- La Guerre (1964), Beeldenpark van het Henie Onstad kunstsenter bij Oslo
- Groupe de dix figures (1970), Marcq-en-Barœul
- Die Große Familie (1971), Trammplatz in Hannover
- Groupe des cinq (1974), Museum voor Schone Kunsten in Rijsel
- Man en Vrouw (1975), Tuin Erasmushuis, Leuven
- Trois figures debout (1978)[2], Openluchtmuseum voor beeldhouwkunst Middelheim in Antwerpen
- Groupe des trois (1976/79), fontein/sculptuur Place de la République in Lille
- Les Pleureuses (1979), beeldenpark Lieu d'action et d'animation culturelle de Dunkerque (LAAC) in Duinkerke
- Drie gestalten (1979), Joseph Haydnlaan in Utrecht
- Groupe (1981), beeldenpark Musée en plein air du Sart-Tilman in Luik
- Étude I/V (1982), Skulpturenmeile Hannover in Hannover
- Zonder titel (1982), tuin van Kasteel Helmond
- Flamme (1983), beeldenpark Kenwood House and Garden in Londen
- Groupe de trois personnages (1986), beeldenpark van het LaM in Villeneuve-d'Ascq
- Confidence (1986), Kunstwegen in Nordhorn
- Groupe (1987), Vitry-sur-Seine
- Monument buitenkamp Neuengamme (1989), Hannover-Misburg
- Le Vent (1993), beeldenpark van de UCL in Sint-Lambrechts-Woluwe
- Sept (1993), KMM in Otterlo
- Couple (1993), beeldenpark van het Musée de Grenoble in Grenoble
- Arc (1995), Dopheide in Amersfoort
- Force et tendresse (1996), Jardin des Tuileries in Parijs
- De Wachters (1996), Casinotuin in 's-Hertogenbosch
- onbekende titel (19??), Kenwood House and Garden, Hampstead Heath in Londen

## Fotogalerij

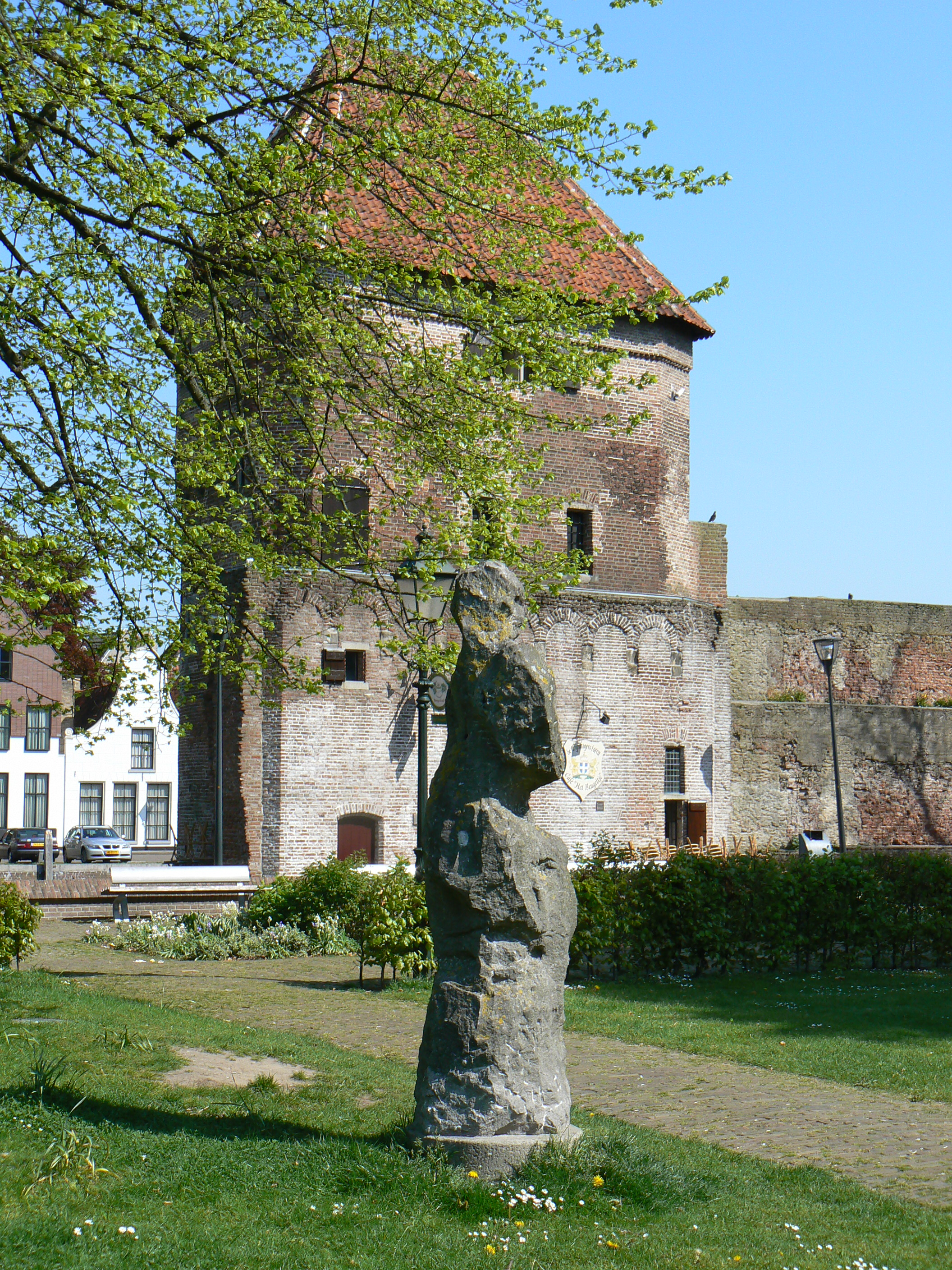
Figure (1964) in Zwolle
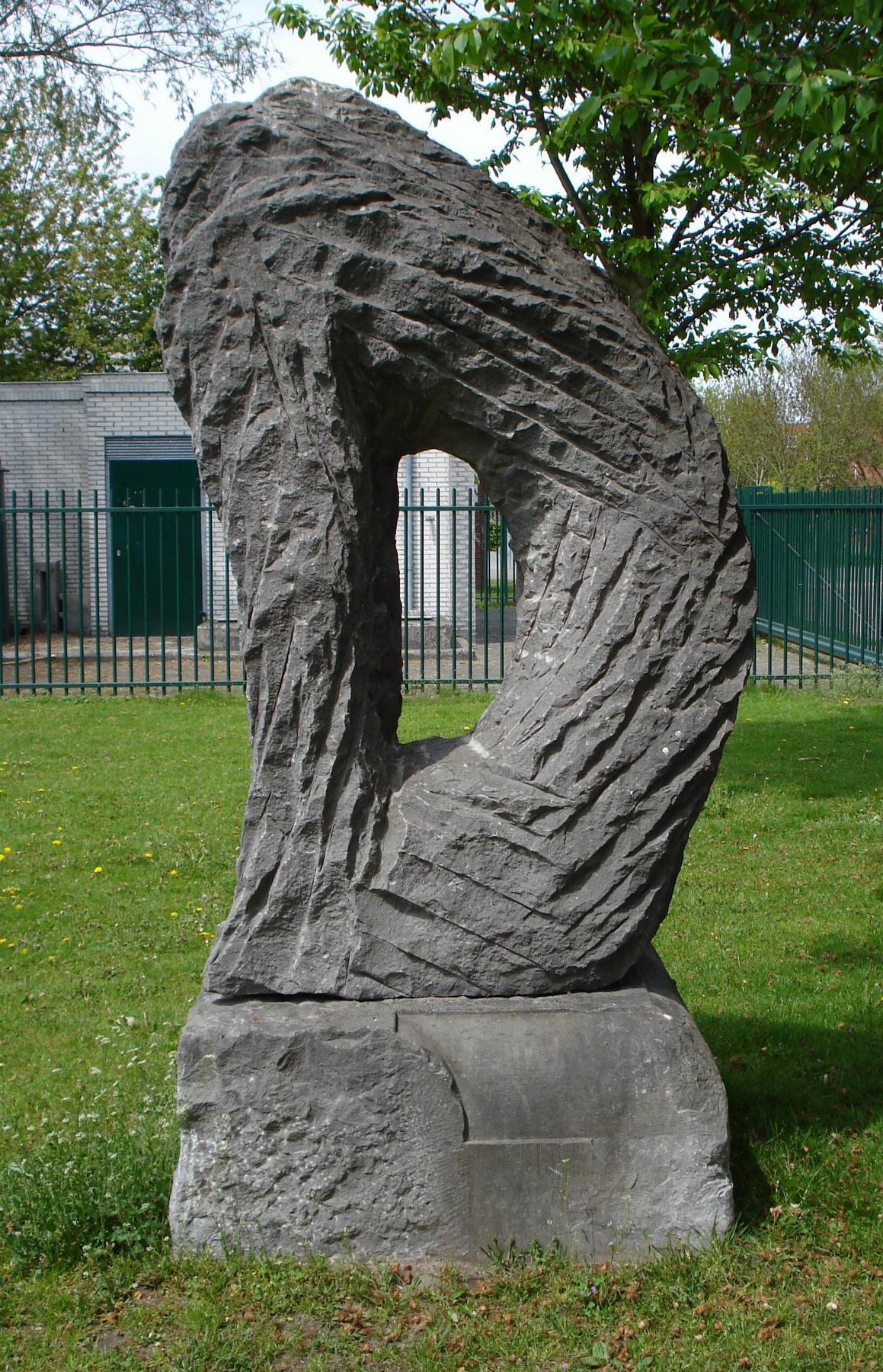
Arc (1995) in Amersfoort
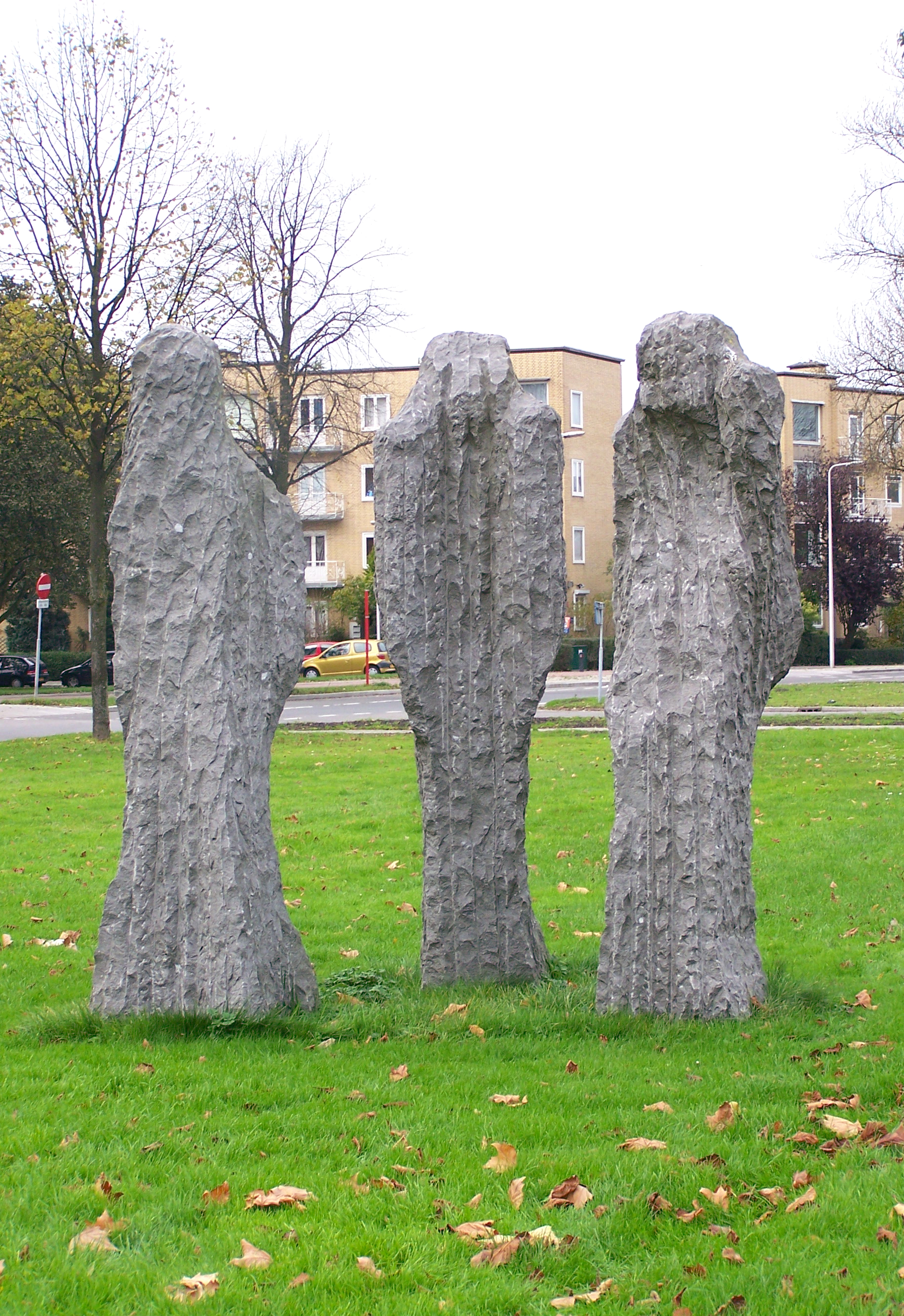
Drie gestalten in Utrecht
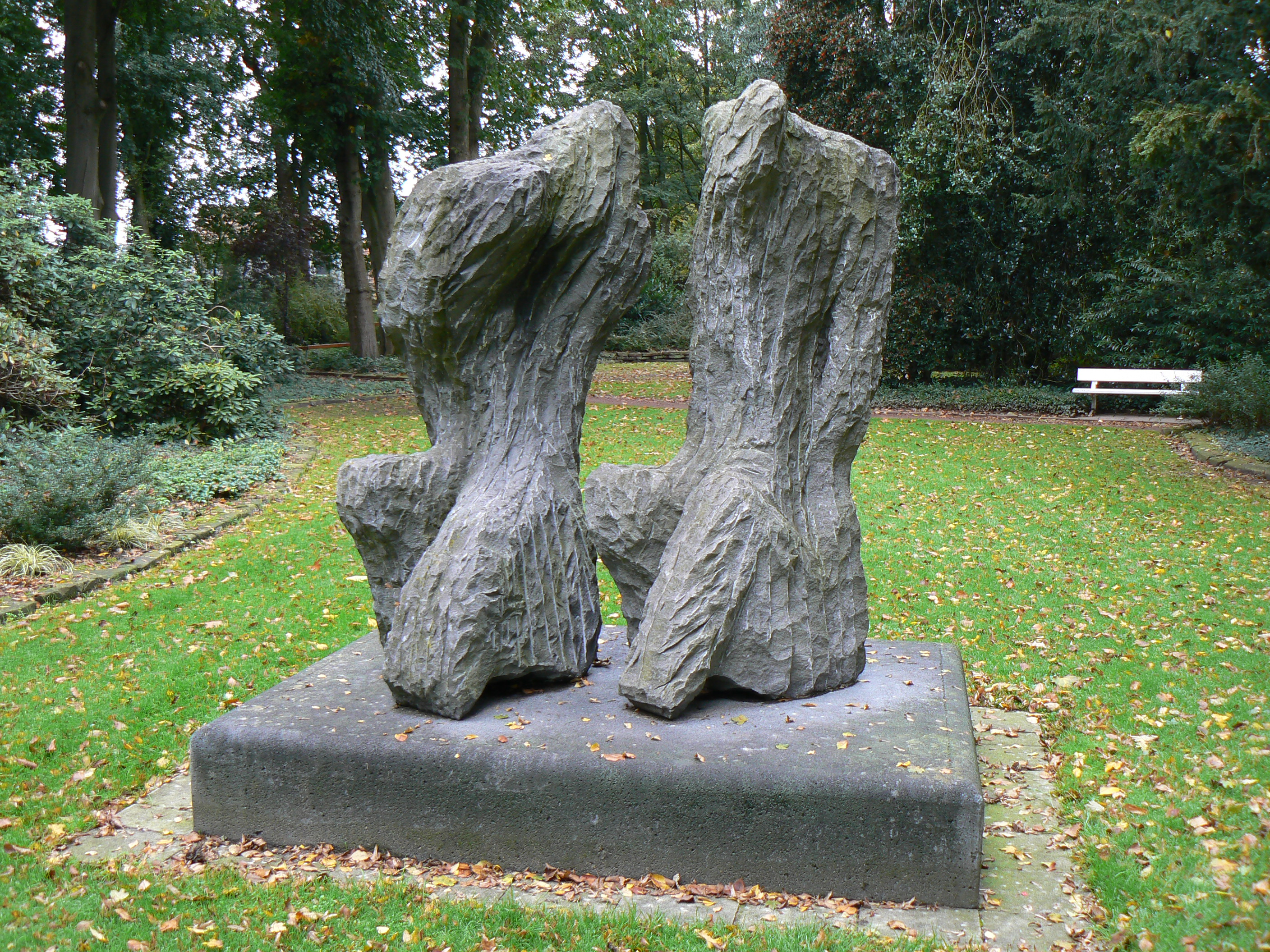
Confidence (1986) in Nordhorn (Kunstwegen
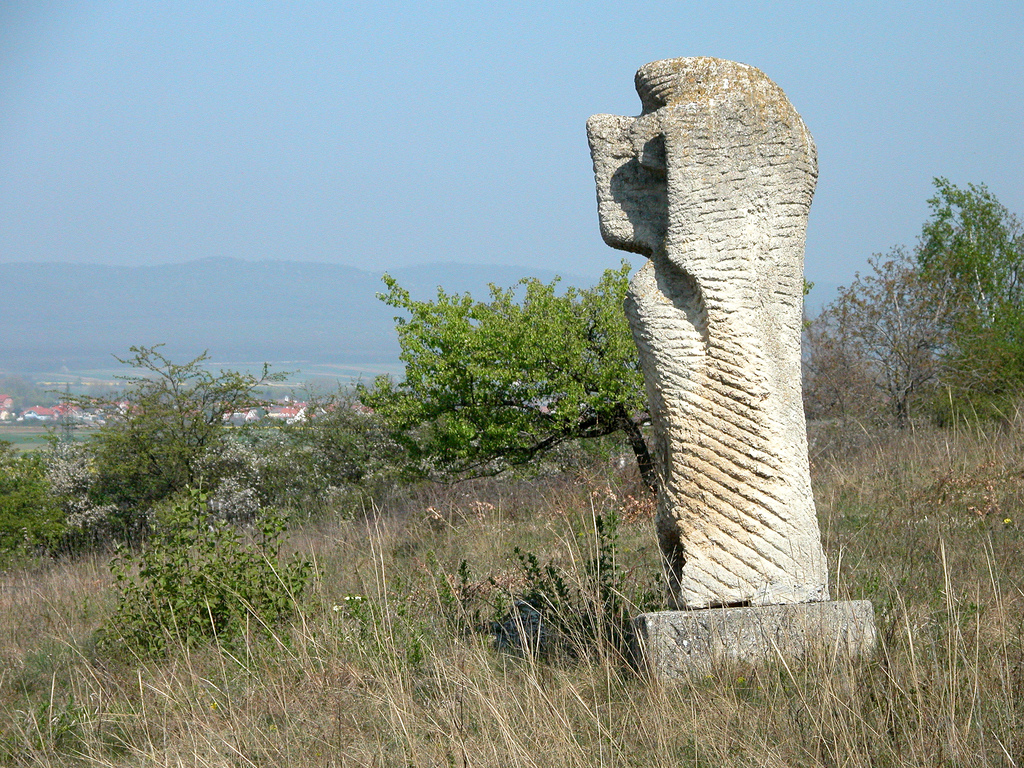
Sankt Margarethen im Burgenland
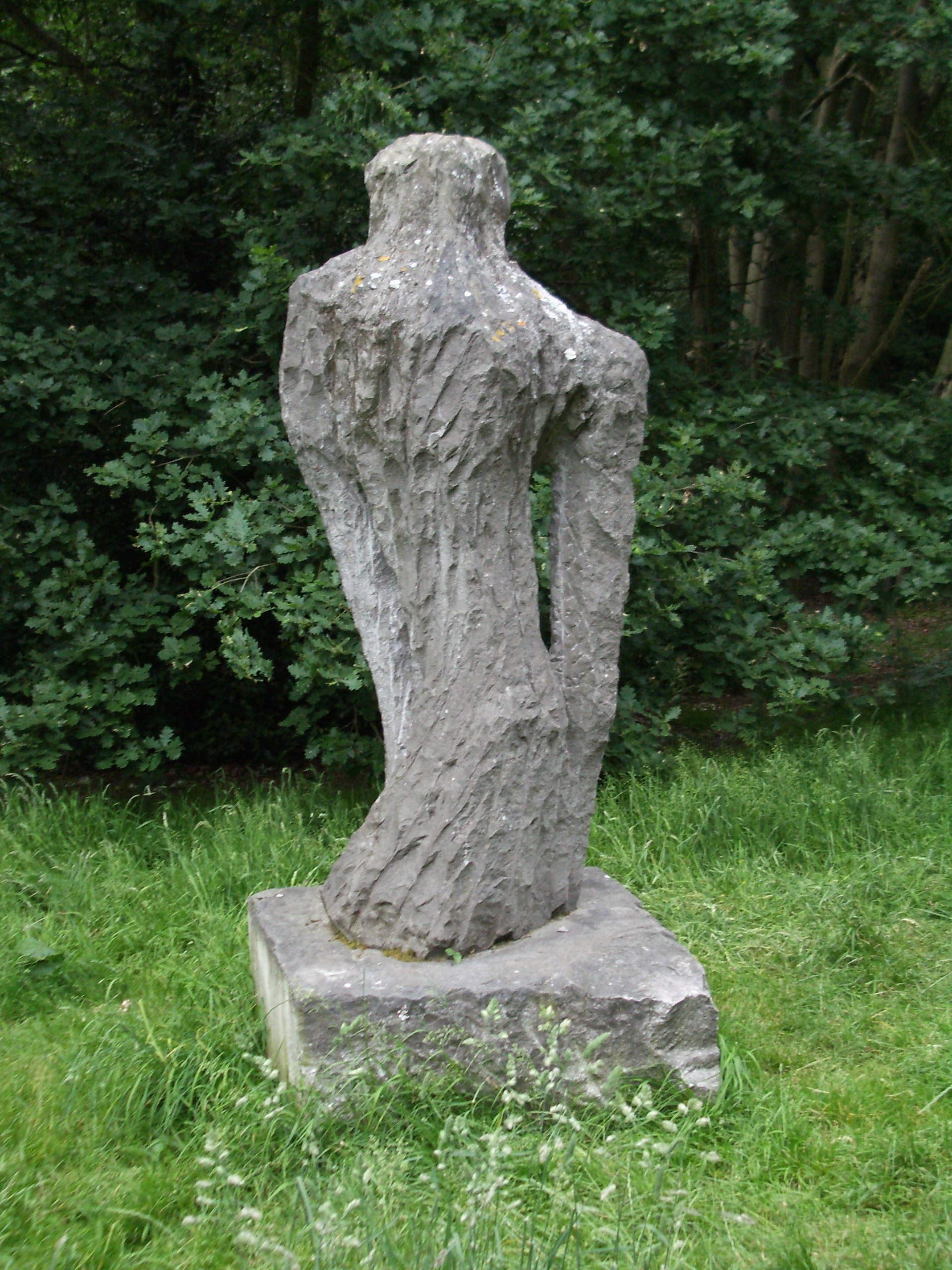
Sculptuur in Kenwood House and Garden
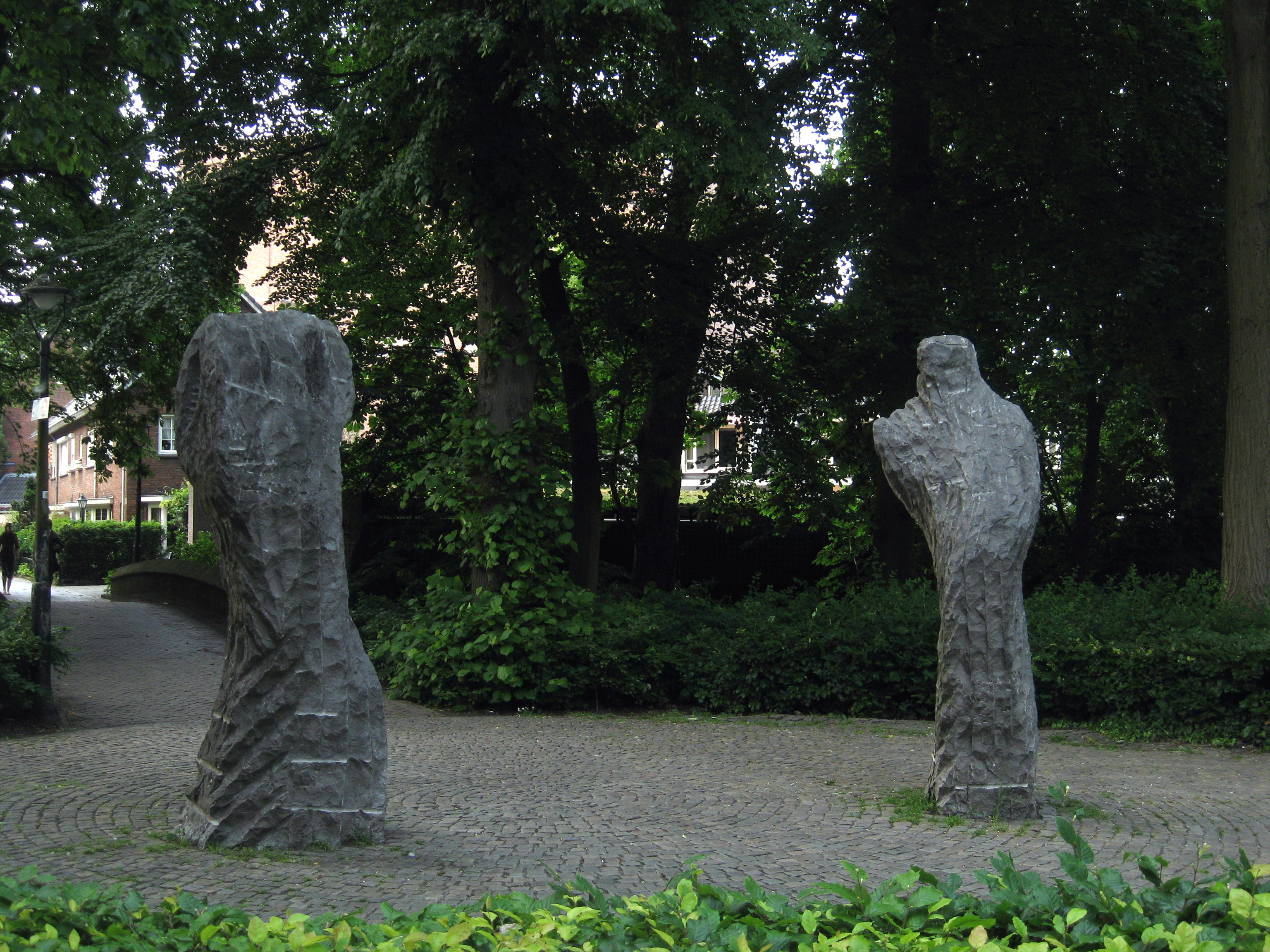
De Wachters (1996) in 's-Hertogenbosch